# Parafia św. Floriana w Postominie
Parafia pw. Świętego Floriana w Postominie – rzymskokatolicka parafia należąca do dekanatu Ustka, diecezji koszalińsko-kołobrzeskiej, metropolii szczecińsko-kamieńskiej. Została utworzona w 1973 roku. Siedziba parafii mieści się pod numerem 92.

## Kościół parafialny
Kościół pw. św. Floriana w Postominie
Kościół parafialny został zbudowany w 1846, poświęcony 1946.

## Kościoły filialne i kaplice
- Kościół pw. Matki Bożej Różańcowej w Marszewie
- Kościół pw. Chrystusa Króla w Pieńkowie

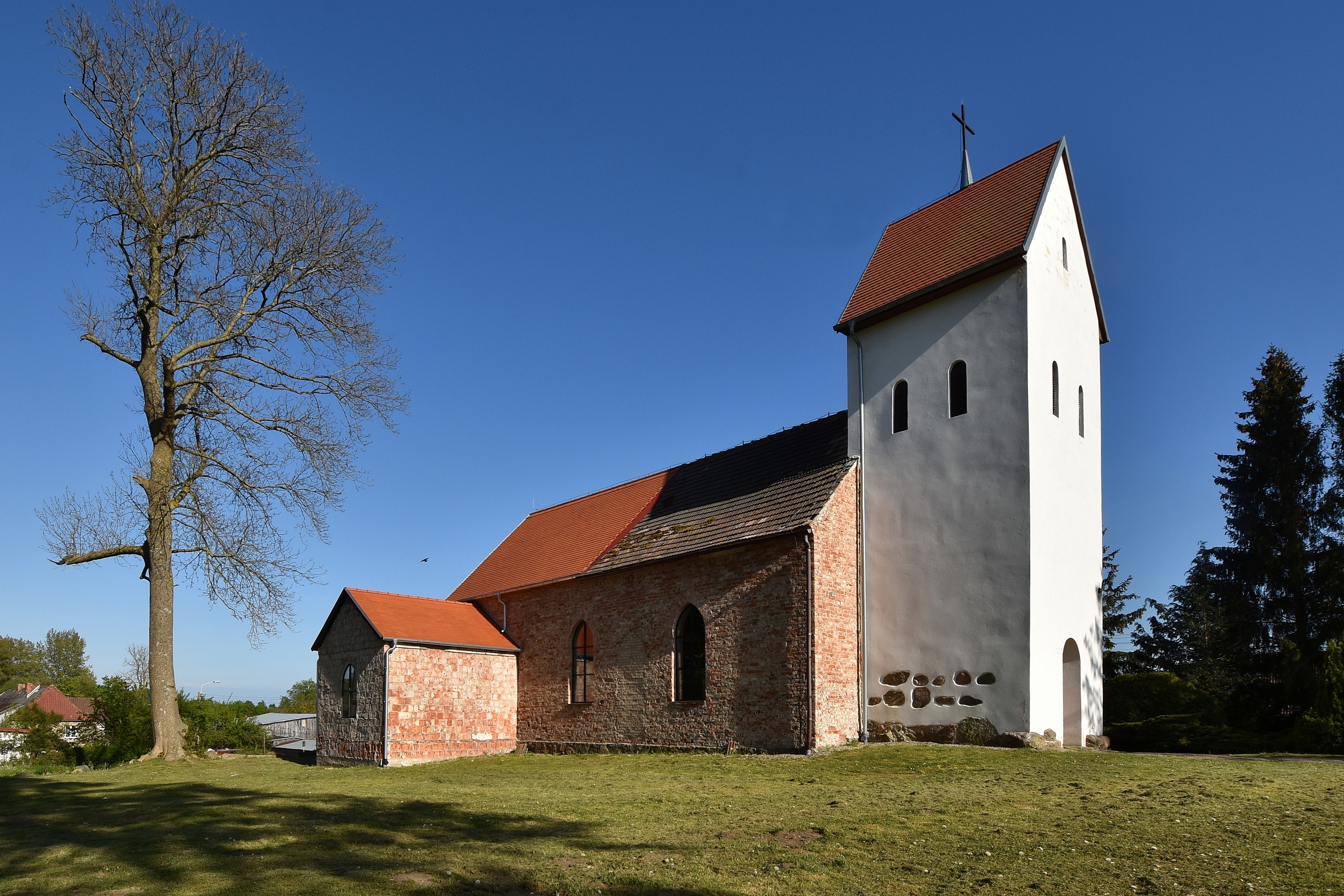
Kościół filialny w Pieńkowie